# Jeffrey Williams
Jeffrey Nels Williams (Winter, 18 de janeiro de 1958) é um astronauta norte-americano, veterano de missões no ônibus espacial, nas naves russas Soyuz e na Estação Espacial Internacional. É o segundo astronauta da NASA e o primeiro homem americano com mais tempo de permanência acumulada no espaço, num total de 534 dias em quatro missões espaciais.
Coronel da aviação do Exército dos Estados Unidos, nasceu no estado de Wisconsin, é casado e tem dois filhos. Graduou-se em ciência aplicada e engenharia na Academia Militar dos Estados Unidos em 1980 e obteve graduação e mestrado em engenharia aeronáutica na Escola de Pós-graduação Naval em 1987. Também fez curso de piloto naval e é instrutor de paraquedismo. Em 1981 tornou-se aviador da Força Aérea do Exército, passando por diversas áreas ligadas à engenharia aérea. Tem acumuladas mais de 2.500 horas de voo em cinquenta diferentes tipos de aeronaves.
Foi selecionado pela NASA em 1996, trabalhou em projetos dos ônibus espaciais e foi engenheiro de voo. Esteve na Estação Espacial pela primeira vez, levado pelo ônibus espacial Atlantis na terceira missão de construção da estação em 2000, a STS-101. Em 2006 voltou ao espaço como tripulante da Soyuz TMA-8, junto com o astronauta brasileiro Marcos Pontes e ficou em órbita por 180 dias, integrando a Expedição 13 da ISS, com os cosmonautas Pavel Vinogradov da Rússia e Thomas Reiter da Alemanha.
Em 30 de setembro de 2009 voltou ao espaço a bordo da Soyuz TMA-16 para assumir as funções de engenheiro de voo da Expedição 21 na ISS. Em novembro assumiu o comando da Expedição 22, até retornar à Terra em março de 2010, com seu companheiro russo Maksim Surayev, pousando a TMA-16 nas estepes do Cazaquistão. Em 18 de março de 2015 retornou ao espaço para sua terceira missão de longa duração na ISS, lançado de Baikonur a bordo da espaçonave Soyuz TMA-20M, onde permaneceu por cerca de seis meses como integrante das Expedições 47 e 48, comandando esta última.  Sua quarta missão espacial encerrou-se após 172 dias, em 7 de setembro de 2016, quando a tripulação da TMA-20M encerrou seus trabalhos na Expedição 48, retornando à Terra e pousando nas estepes do Casaquistão às 07h13 hora local.
Em suas quatro missões, Williams acumulou 31h55min fora da estação, num total de cinco caminhadas espaciais.